# Дерюжинский, Николай Фёдорович
Никола́й Фёдорович Дерюжи́нский (1855 — после 1917) — товарищ Государственного секретаря (1906—1917), сенатор, тайный советник.
Брат Сергея и Владимира Дерюжинских.

## Биография
Происходил из потомственных дворян Смоленской губернии. Родился 2 (14) марта 1855 года — сын губернского прокурора Фёдора Тимофеевича Дерюжинского (из белорусской шляхты) и его жены Екатерины Николаевны, принадлежавшей к столбовому дворянскому роду Муромцевых.
Окончил юридический факультет Московского университета со степенью кандидата прав. По окончании курса был оставлен при университете для усовершенствования в науках по гражданскому праву.
В 1878 году начал государственную службу в качестве и. д. секретаря канцелярии прокурора Ярославского окружного суда. В 1880 году назначен был кандидатом на судебные должности при прокуроре Московской судебной палаты. В 1883 году, выдержав министерский экзамен по гражданскому праву при Московском университете, перешел на службу в кодификационный отдел при Государственном совете. Не оставляя научных занятий, в 1889 году защитил диссертацию «Отводы и возражения по русскому гражданскому процессу». По защите диссертации был зачислен в нештатные преподаватели Александровской военно-юридической академии по кафедре гражданского судопроизводства, а в 1894 году занял должность штатного преподавателя в академии.
18 ноября 1892 года назначен был помощником статс-секретаря Государственного совета, с откомандированием для занятий в отделении гражданских и духовных дел. Здесь он пробыл около года и был переведен в отделение законов. Во время подготовки к празднованию юбилея Государственного совета входил в состав группы чиновников, занимавшихся составлением и изданием юбилейного альбома; помогал Репину в организации работы над картиной «Торжественное заседание Государственного совета 7 мая 1901 года». В 1903 году был назначен статс-секретарем Государственного совета, управляющим отделением дел Государственного секретаря, с оставлением в занимаемой им должности по военно-юридической академии.
1 января 1906 года произведен в тайные советники, а в мае того же года назначен товарищем Государственного секретаря. Во время службы по Государственной канцелярии принимал деятельное участие во многих комиссиях и был удостоен нескольких Высочайших благоволений. 1 января 1910 года, за отлично усердную службу, был назначен сенатором, с оставлением в должности товарища Государственного секретаря.
Кроме того, состоял почётным мировым судьёй Ровенского округа, членом Общества распространения Священного Писания в России и общества вспомоществования бывшим воспитанникам Императорского Московского университета.
Судьба после 1917 года неизвестна.

## Награды
- Высочайшее благоволение (1887);
- Высочайшее благоволение (1890);
- Высочайшее благоволение (1892);
- Орден Святого Станислава 1-й ст. (1900);
- Орден Святой Анны 1-й ст. (1904);
- Орден Святого Владимира 2-й ст. (1909);
- Орден Белого Орла (1912).
- Орден Святого Александра Невского (01.01.1915)
- медаль «В память царствования императора Александра III»
- медаль «В память 300-летия царствования дома Романовых»
- знак «в память столетия Государственной канцелярии»
- знак «в память 200-летия Правительствующего Сената»